# Frederik Svane
Frederik Svane est un joueur d'échecs danois né le 21 janvier 2004 à Lübeck en Allemagne. Grand maître international depuis 2022, il est affilié à la Fédération allemande des échecs.
Au 1er février 2025, il est le 2e joueur allemand avec un classement Elo de 2 665 points.

## Biographie et carrière
Frederik Svane est né en 2004. Il est le frère de Rasmus Svane, né en 1997 et également grand maître international. 
Frederik Svane a remporté le Championnat du monde d'échecs de la jeunesse 2020 disputé en ligne, dans la catégorie des moins de 16 ans,. Il a terminé deuxième du championnat d'Allemagne d'échecs open en 2021 (à égalité de points (7/9) avec le vainqueur) et deuxième championnat d'Allemagne fermé (le German Masters) en 2022 à Magdebourg.
Il obtient le titre de grand maître international en août 2022.
Lors de la Coupe du monde d'échecs 2023, il bat le Coréen Lee Jun Hyeok au premier tour, puis perd face au Péruvien Emilio Córdova au deuxième tour.
A l'occasion de l'Olympiade d'échecs de 2024 où l'équipe d'Allemagne termine à la 7e place, Svane remporte la médaille d'or individuelle au cinquième échiquier.
En 2025, il est vice-champion d'Europe, battu au départage par Matthias Blübaum.